# Сатыбалдин, Азимхан Абилкаирович
Азимхан Абилкаирович Сатыбалдин (каз. Әзімхан Әбілқайырұлы Сатыбалдин; род. 13 октября 1959, Акколь, Джамбулская область) — казахстанский учёный, доктор экономических наук (1993), профессор (1994), академик НАН РК (2003). Заслуженный деятель Казахстана (1999).

## Биография
Родился 13 октября 1959 года в селе Акколь Таласского района Жамбылской области. Происходит из рода Шымыр племени дулат.
В 1981 году с отличием окончил Казахский сельскохозяйственный институт по специальности экономист-организатор сельскохозяйственного производства.
В 1993 году защитил учёное звание доктора экономических наук, тема диссертации: «Организационно-экономическое переустройство сельскохозяйственных предприятий в условиях рынка».
В 1994 году присвоено учёное звание профессора экономических наук.

## Трудовая деятельность
С 1981 по 1983 годы — Экономист Таласского РСХУ, главный экономист овцесовхоза «Майтюбе».
С 1984 по 1985 годы — Аспирант КазНИИ экономики и организации АПК.
С 1986 по 1988 годы — Младший, старший научный сотрудник КазНИТИ овцеводства.
С 1989 по 1993 годы — Старший научный сотрудник, заведующий отделом, заместитель директора КазНИИ ЭиО АПК.
С 1994 по 1995 годы — Главный ученый секретарь президиума КазАСХН, генеральный директор НПО «Шымкент».
С 1995 по 1996 годы — Первый заместитель заведующего отделом экономической политики Администрации Президента Республики Казахстан.
С январь 1996 по октябрь 1996 годы — Депутат Сената Парламента Республики Казахстан І созыва, секретарь Комитета по вопросам регионального развития и местному самоуправлению.
С октябрь 1996 по март 2003 годы — Генеральный директор Национального академического центра аграрных исследований Республики Казахстан.
С 1997 по 1999 годы — Вице-президент Академии наук Казахстана по аграрным наукам.
С 1998 по 2003 годы — Академик-секретарь Отделения сельскохозяйственных наук Академии наук Казахстана.
С 2005 по 2007 годы — Директор Института исследования интеграционных связей тюркоязычных стран МКТУ.
С 2007 по 2014 годы — Начальник Территориального управления Агентства Республики Казахстан по делам государственной службы — председатель Дисциплинарного совета в Жамбылской области.
С 2014 по 2015 годы — Председатель Правления акционерного общества «КазАгроИнновация».
С 2015 года — Директор Республиканского государственного казенного предприятия «Институт экономики» Комитета науки Министерства образования и науки Республики Казахстан.

## Научные, литературные труды
Автор книг «Интенсификация кормопроизводства в овцеводческих совхозах Джамбулской области» (1988), «Аренда и кооперация в сельском хозяйстве» (1991, в соавт.), «Казахстан: рынок в АПК» (1994, в соавт.), более 200 научных публикаций и др.

## Награды и звания
- Лауреат премии Ленинского комсомола Казахстана в области науки и техники (1988)
- Лауреат государственной премии «Дарын» за достижения в области науки (1994)
- Заслуженный деятель Казахстана (1999)
- Орден Курмет (2007)[2]
- Орден Парасат (2012)[3]
- Орден Ломоносова (2008) РФ
- Государственные юбилейные медали
- 2001 — Медаль «10 лет независимости Республики Казахстан»
- 2005 — Медаль «10 лет Конституции Республики Казахстан»
- 2006 — Медаль «10 лет Парламенту Республики Казахстан»
- 2008 — Медаль «10 лет Астане»
- 2011 — Медаль «20 лет независимости Республики Казахстан»
- 2015 — Медаль «20 лет Конституции Республики Казахстан»
- 2016 — Медаль «25 лет независимости Республики Казахстан»
- 2018 — Медаль «20 лет Астане» и др.